# Wallerawang
Wallerawang – miasto w Australii, w stanie Nowa Południowa Walia.